# 松方幸次郎
松方幸次郎（日语：／ Matsukata Kōjirō，1865年1月17日—1950年6月24日），是日本企業家、政治家、收藏家。曾任川崎造船所社長、眾議院議員（日本進步黨），毕生致力于西方艺术品收藏。

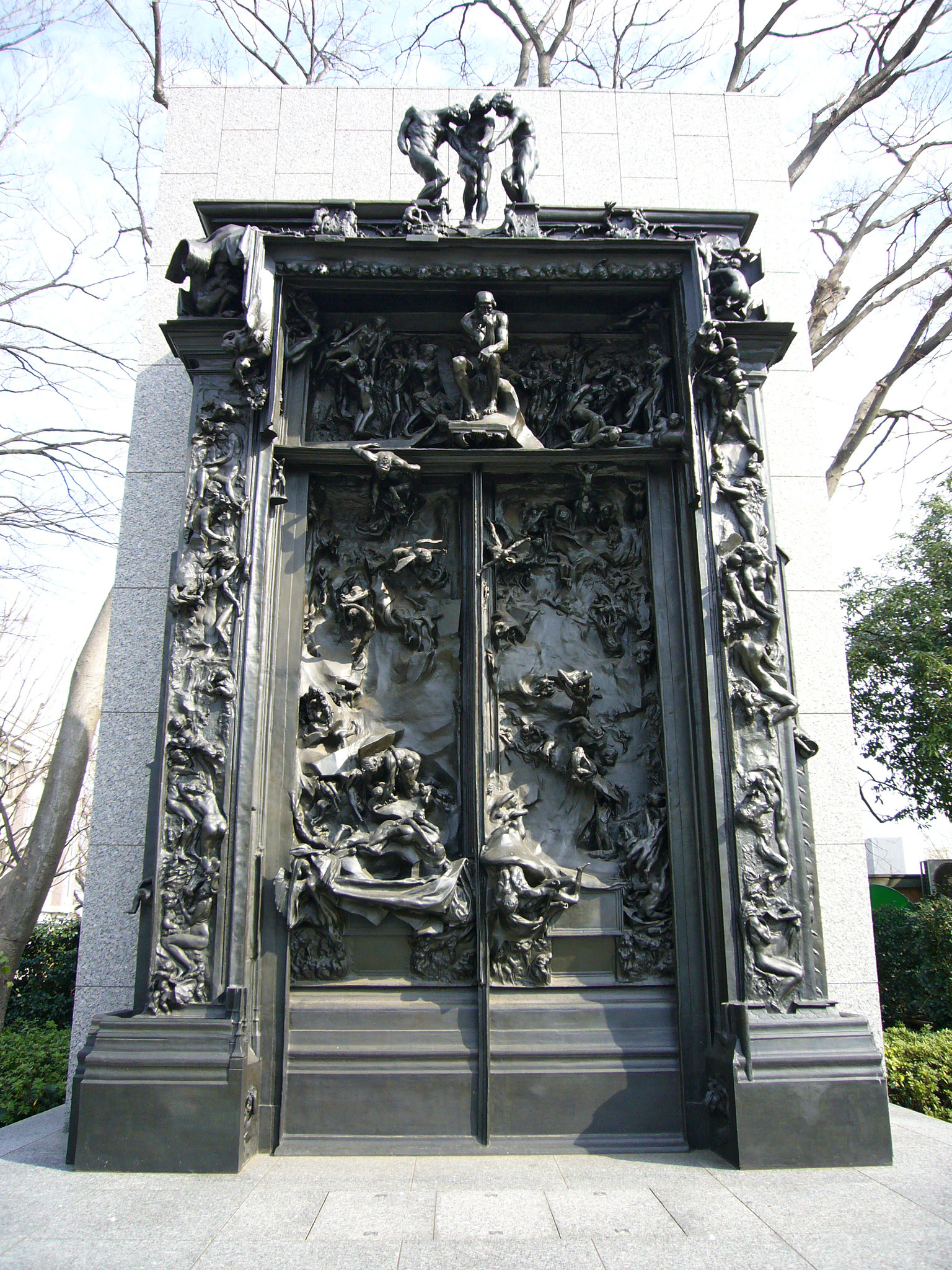
罗丹"地狱之门"入口处附近

## 生平
1865年，松方幸次郎出生於薩摩國（今 鹿兒島縣西部），是明治維新元勳、前內閣總理大臣松方正义的第三个儿子。松方在美国罗格斯大学预备学校和罗格斯大学就读。在学期间，松方是学校兄弟会成员，也是新生足球队队员。松方于1896年就任成为川崎造船所首任社長，然后从1916年到1923年一直是造船所的负责人。
憑藉這一優勢，他領導了商用和軍用造船業務的擴張，並創建了其他多項業務，包括一家大型航運公司—川崎汽船株式會社。這些公司逐漸發展成為一家大型全球工程和工業集團，並最終於1969年更名為川崎重工業。
二十世纪初期的松方幸次郎在金融界已经十分成功，但1920年代和1930年代的经济衰退对其产生了不利影响; 尽管他大势不再，但他的大部分艺术收藏仍得以保存。
1927年（昭和2年）發生的昭和金融恐慌為川崎造船廠帶來了致命打擊，使其瀕臨破產。即使在經濟衰退時期，小次郎依然堅持積極的經營策略，但他一手創辦的川崎汽船卻未能獲利。金融恐慌導致許多銀行因擠兌而倒閉。
曾為川崎造船廠提供巨額貸款的十五銀行（由松方幸次郎的兄弟松方嚴掌舵）也於1927年4月倒閉。雖然川崎造船廠在與銀行關係密切的主要債權人軍方的支持下避免了破產，但松方幸次郎承擔了經濟衰退期間推行積極經營的責任，辭去了公司所有職務。
1936年（昭和11年），他再次當選眾議員，並連任三屆。他也曾以官方使者身分前往美國，參與國際活動。戰後，他因受天皇統治援助協會推薦而遭禁止擔任公職。1950年（昭和25年），松方幸次郎去世，被安葬於青山靈園。

## 艺术收藏
松方花费大量金钱购买了数千件西方绘画、雕塑和装饰艺术品。收藏品是他走遍整个欧洲寻得，但收藏品的大部分还是主要是在巴黎收集而来。松方购买了罗丹的杰作“地狱之门”，该作品目前展示于巴黎的罗丹博物馆，在日本東京国立西洋美术馆入口广场展出的雕塑是用同样的原始模具仿制而成。最后，他希望在东京建立一个艺术博物馆，以便收纳他的艺术收藏，这样游客可以直接接触西方艺术；他希望东京人民和巴黎人一样可以随意观赏这些伟大作品。
松方也因其收集的浮世绘版画而闻名，这些版画散落在世界各地。1925年，松方把自己在国外收集到的木版画版展出，是为日本第一次木版画展。今天，东京国立博物馆的收藏品中大约有8,000件是其收藏的浮世绘版画。
在松方收藏的作品中，今天被称为国立西洋美术馆松方系列的作品在第二次世界大战后留存于法国；这些作品见证了《旧金山和约》的签署，该等作品被法国短时间占有。虽然大多数作品最终还是送回日本，但由莫奈、梵高、库尔贝、塞尚等所作的14件珍贵画作仍留存于法国国家收藏馆中。松方收藏品中的剩余物品共有370幅作品，其中包括196幅繪畫，80幅素描，26幅版画和63件雕塑 ——包括罗丹的大型公共雕像，现在存放于国立西洋美术馆入口前的景观区域，为景区增光添彩。国立西洋美术馆系列中的每件罗丹雕塑都仿造原始模具铸造。事实上，松方是法国花最多钱請罗丹雕塑的人，但是他并没有把这些雕塑带回日本，因而这些雕塑在二战后落入法国人手中。法国最后还是这些艺术品送回给日本人，故才有了今日东京的松方收藏馆。
松方是克劳德·莫奈的好朋友。据报道，莫奈曾经带他去吉维尼的工作室，松方当场购买了18幅画作。松方还有其他艺术家朋友，其中包括弗兰克·布朗维。弗兰克·布朗维在松方购买收藏品时给予了帮助。另外弗兰克·布朗维设计了一个画廊，即所谓的sheer pleasure，松方有意在东京建造这一画廊但未能實現。松方原本打算将这些艺术品带回日本，但他抵制对这些作品出关征收100％的关税。第二次世界大战期间，大部分留存于英国的作品被烧之殆尽；在太平洋战争期间，盟军的轰炸也摧毁了留存于日本的大部分作品。1959年，日本公众首次游览国立西洋美术馆时，他们认识到了松方为了这所博物馆的建立所作出的努力。

## 家族
松方幸次郎的父親是明治時代的政治家松方正義，曾任日本第四任和第六任首相。弟弟是商人松方正雄，妻子是九鬼隆義的次女好子。他們育有四子兩女，長女花子嫁給松本重治，花子的長女美佐緒，也就是松方幸次郎的孫女，嫁給了槇文彦。